# San Secondo Parmense
San Secondo Parmense is een gemeente in de Italiaanse provincie Parma (regio Emilia-Romagna) en telt 5172 inwoners (31-12-2004). De oppervlakte bedraagt 38,2 km², de bevolkingsdichtheid is 132 inwoners per km².
De volgende frazioni maken deel uit van de gemeente: Case Pizzo, Castellaicardi, Copezzato, Ronchetti, Valle, Villa Baroni.

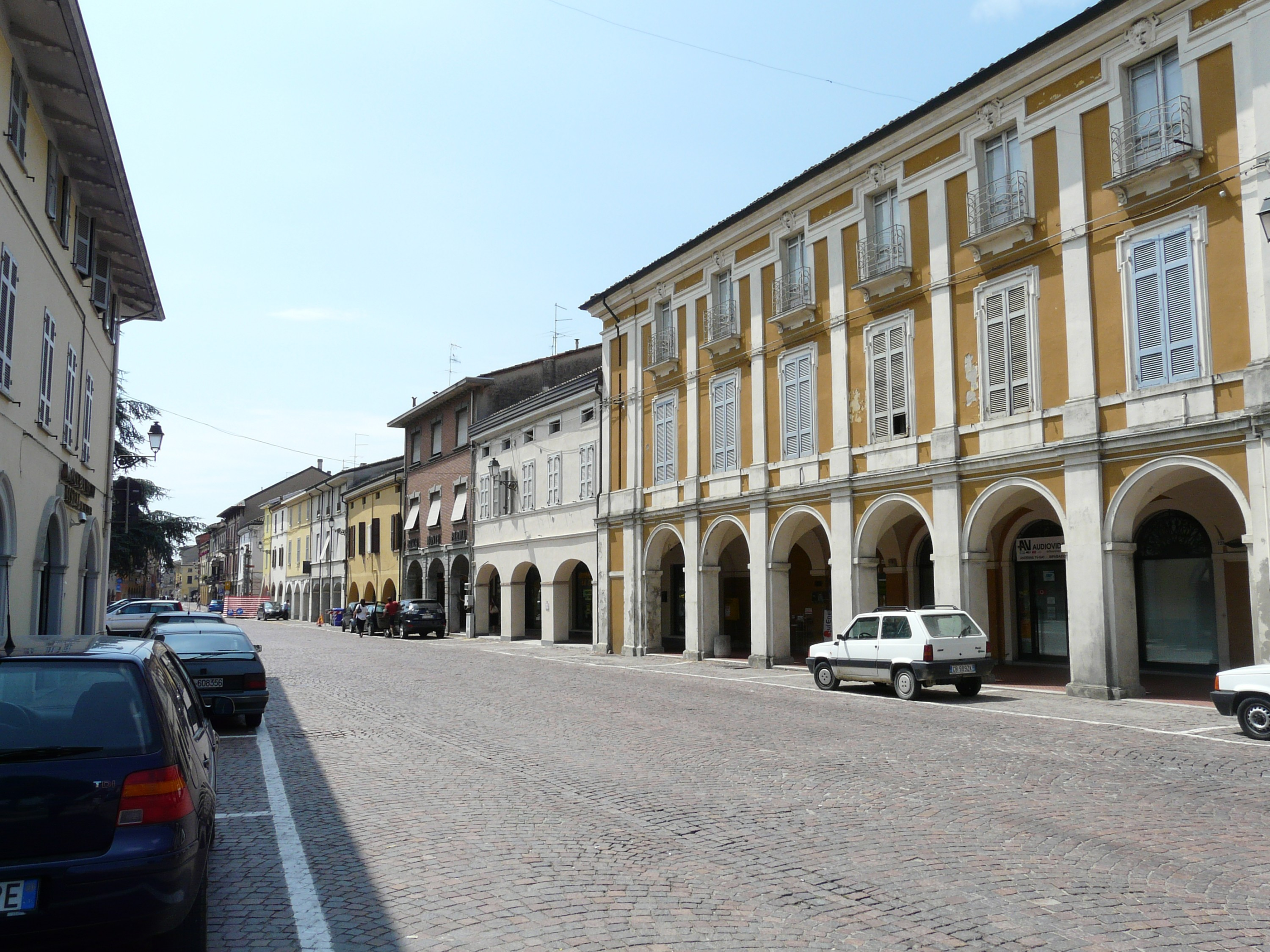
Centrum van San Secondo Parmense
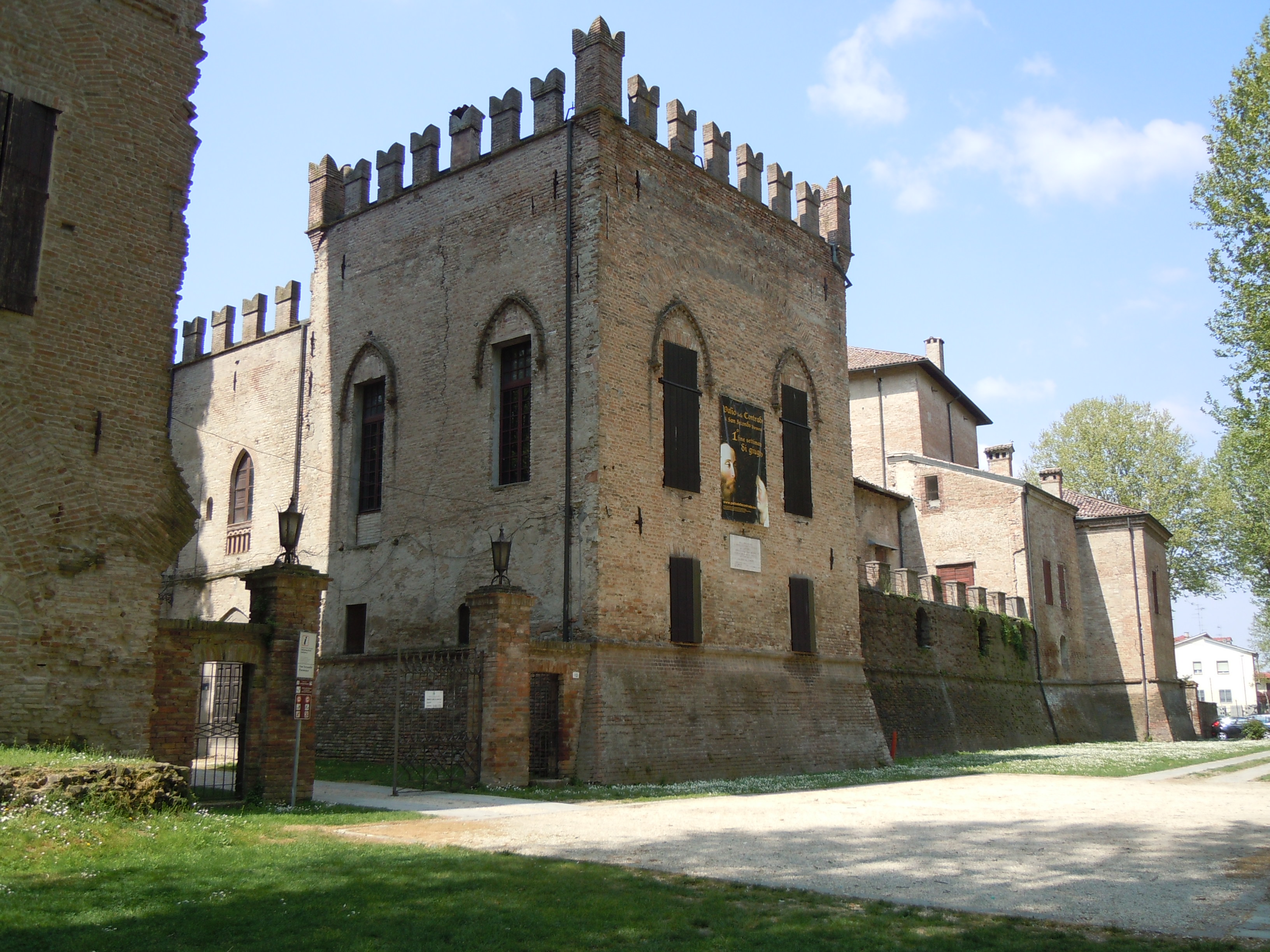
Rocca dei Rosi
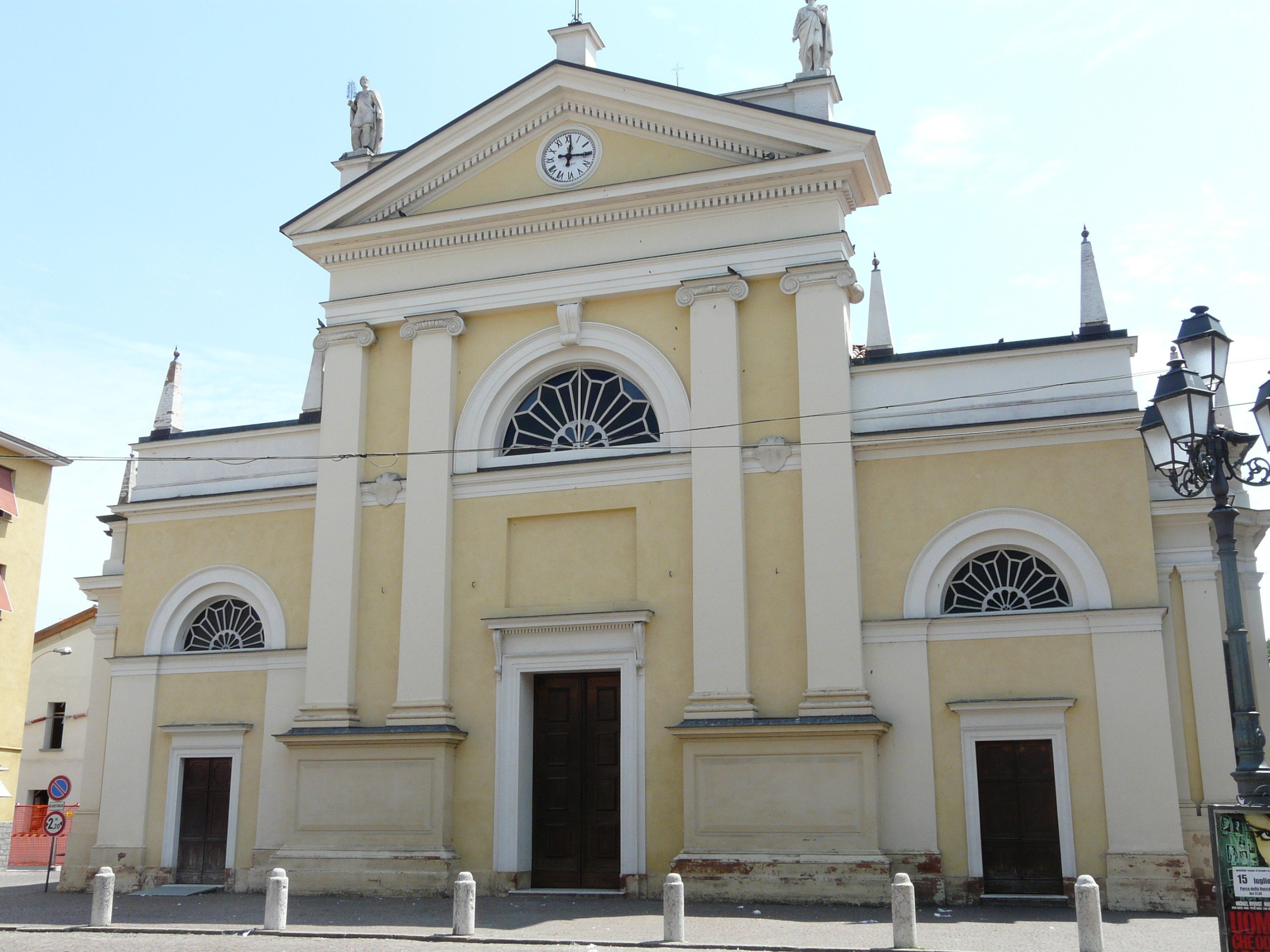
Kerk dell'annunciata
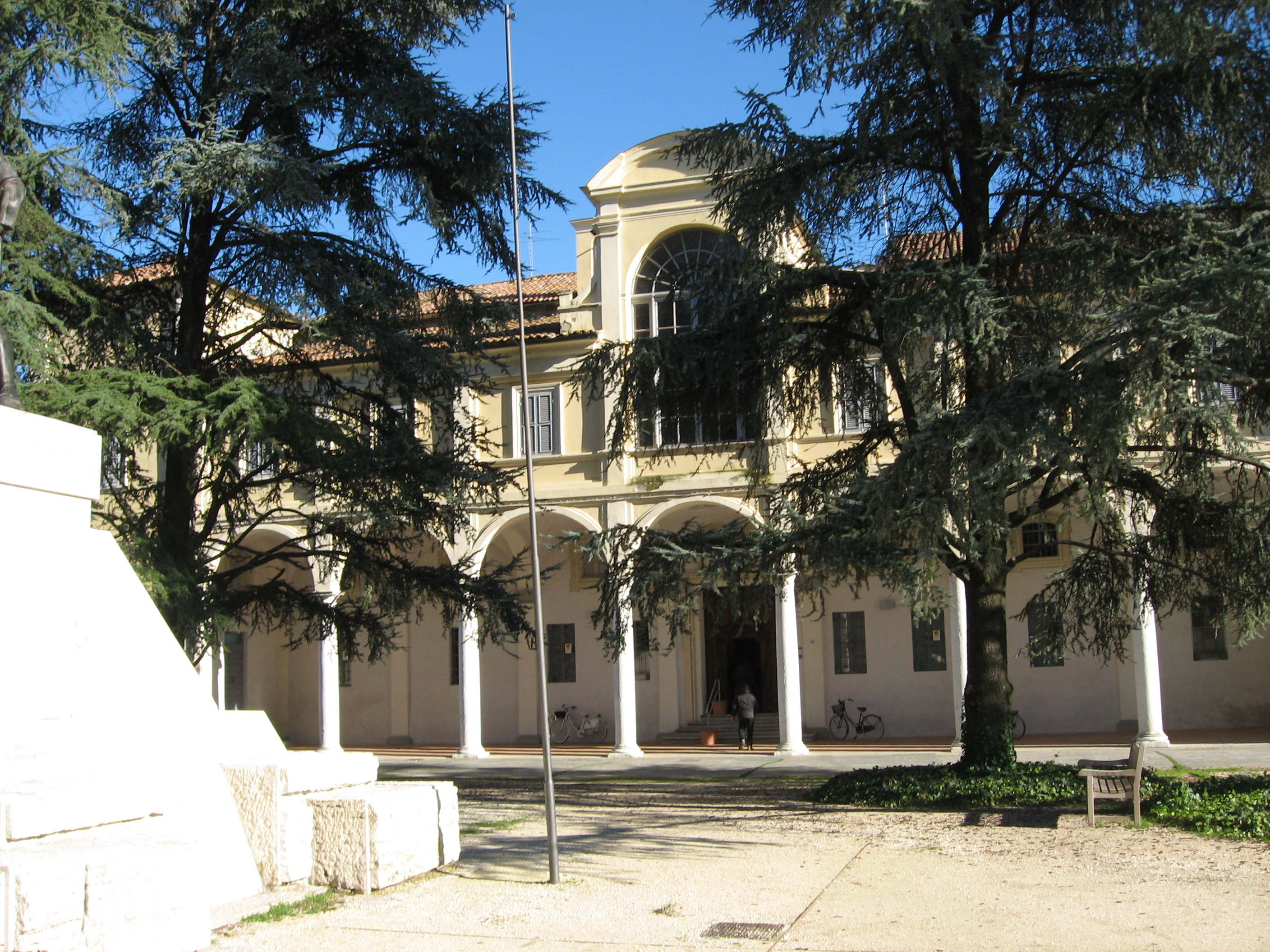
Ziekenhuis delle Misericordia
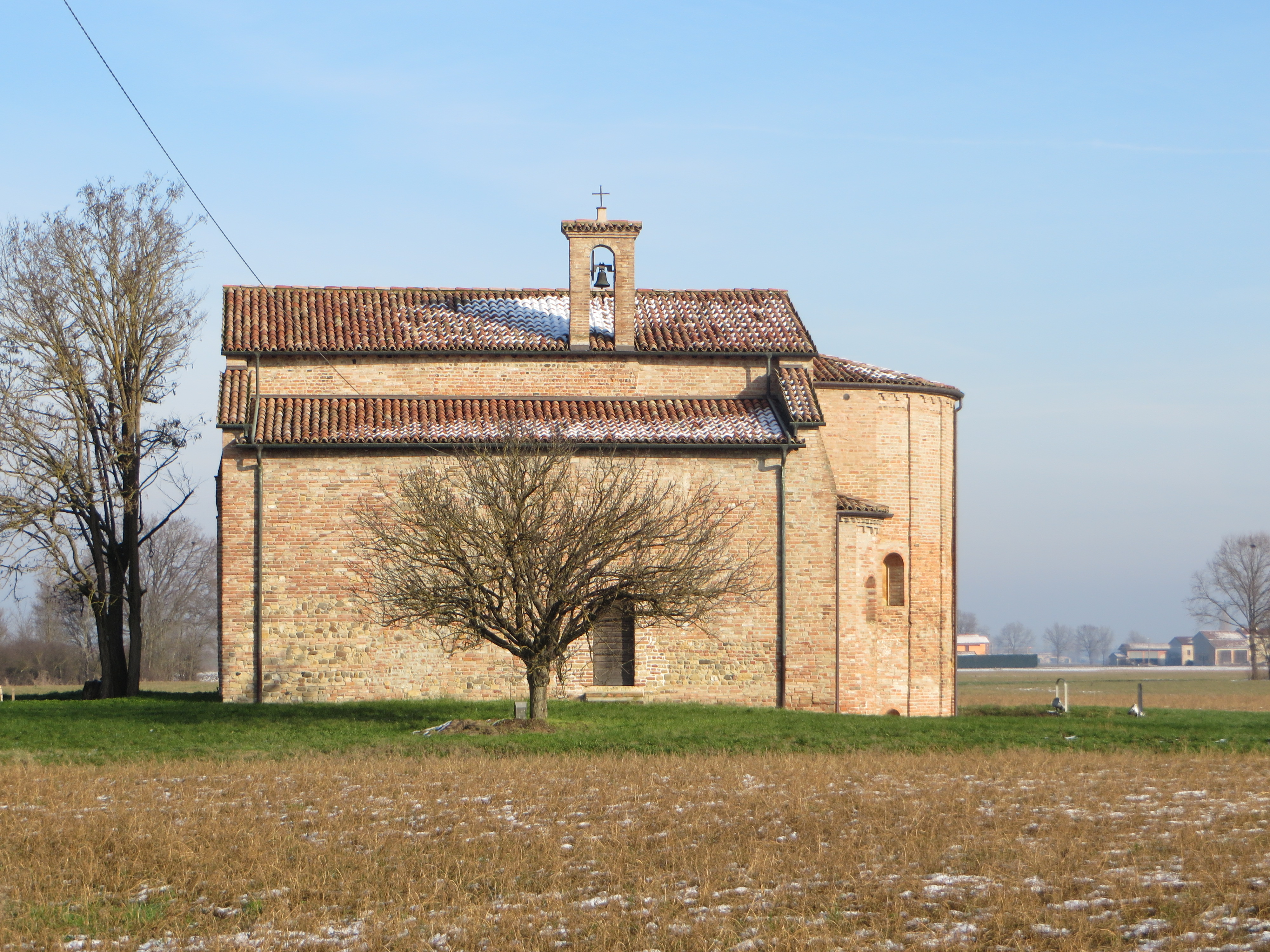
Kapel San Genesio

## Demografie
San Secondo Parmense telt ongeveer 2073 huishoudens. Het aantal inwoners steeg in de periode 1991-2001 met 5,6% volgens cijfers uit de tienjaarlijkse volkstellingen van ISTAT.
| Jaar | Inwoneraantal |
| ---- | ------------- |
| 1991 | 4769          |
| 2001 | 5037          |

## Geografie
San Secondo Parmense grenst aan de volgende gemeenten: Fontanellato, Roccabianca, Sissa Trecasali, Soragna, Trecasali.

## Geboren
- Paolo Bossoni (1976), wielrenner
- Alberta Brianti (1980), tennisster